# Exploração de petróleo na foz do Amazonas

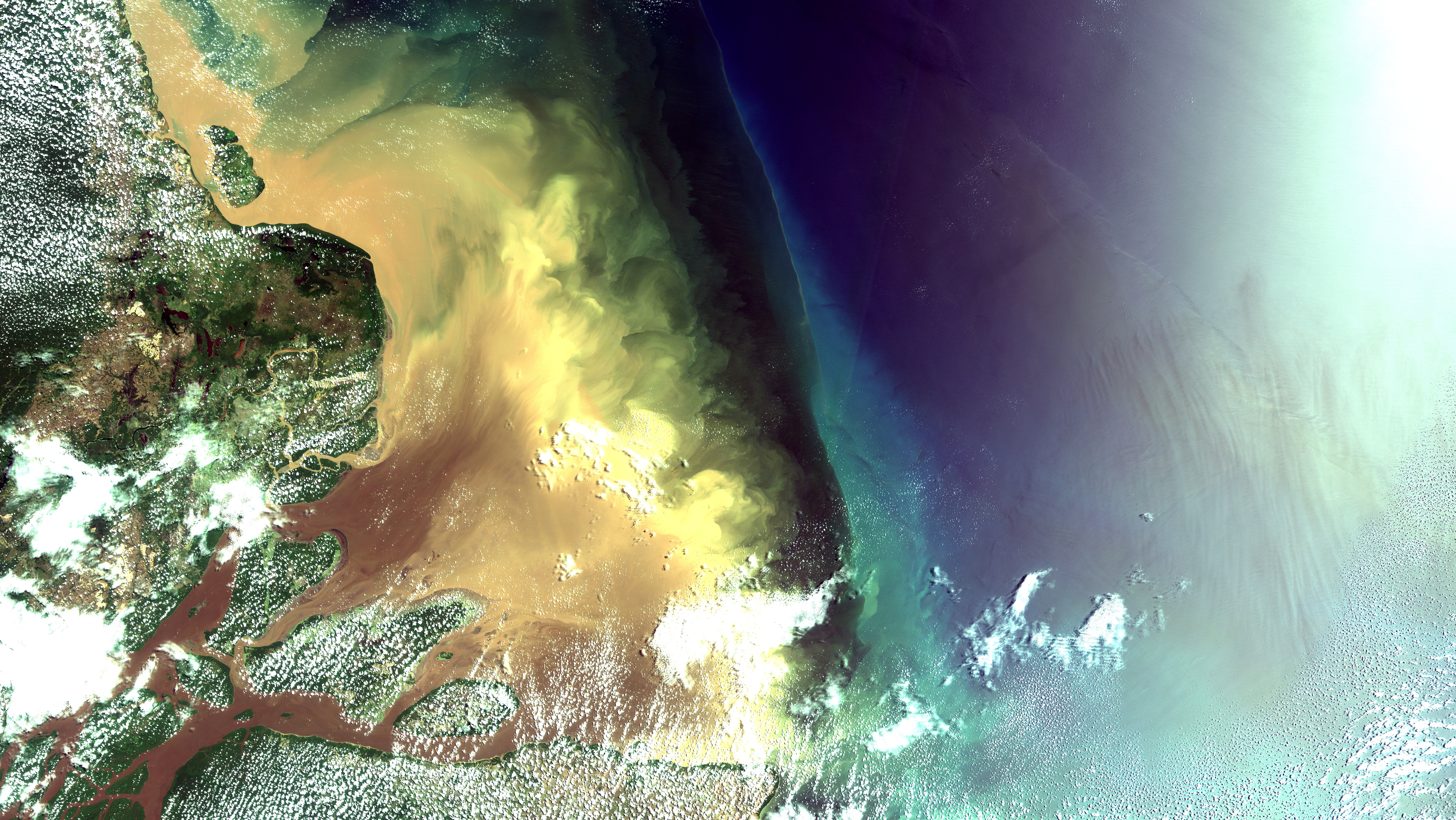
Foz do Rio Amazonas no Atlântico, com a costa do Brasil desde Oiapoque no Amapá até Turiaçu no Maranhão. Ao N da Ilha de Marajó, na parte de baixo à esq. da imagem, as águas do Amazonas, em marrom e amarelo, entram 200 km no Oceano. No continente, floresta em verde escuro, cerrados em marrom, nuvens em branco.

A exploração de petróleo na foz do Amazonas é uma de proposta de exploração econômica desse recurso energético fóssil na região da foz do rio Amazonas, localizada nos litorais dos estados brasileiros do Amapá e do Pará. A Petrobras solicitou autorização para explorar a reserva petrolífera nessa região por várias vezes desde 2014. Um debate de amplitude nacional e internacional em torno do tema se instalou em maio de 2023 durante o governo Lula a partir da decisão do Instituto Brasileiro do Meio Ambiente e dos Recursos Naturais Renováveis (IBAMA) de negar, novamente, a solicitação da Petrobras. A negativa de 2023 foi baseada num parecer técnico interno que sublinhou a necessidade de mais informações e providências acerca do plano de extração do petróleo. O presidente do instituto, Rodrigo Agostinho, afirmou existir inconsistências negligenciadas no projeto da Petrobras, que complicam sua viabilidade dado a alta vulnerabilidade socioambiental da região, como a ausência da avaliação ambiental da área sedimentar (AAAS) na solicitação. A Petrobras, em contrapartida, afirmou que investiu todos os recursos necessários da avaliação prévia da operação, atendendo aos critérios demandados, adicionando que a permissão de perfuração solicitada é uma prospecção das reservas existentes, apresentando, segundo a declaração, um risco reduzido de impacto ambiental.
O ministro de Minas e Energia, Alexandre Silveira, encorajou a Petrobras à insistir na solicitação de perfuração, buscando cumprir com as demandas do licenciamento. O senador Randolfe Rodrigues, líder do governo no Congresso Nacional, protestou contra a negativa do Ibama, desfiliando-se em menos de 24 horas de seu partido, Rede Sustentabilidade, afirmando acreditar na relevância do projeto para o estado do Amapá, e disse que buscaria articular com outras instâncias do governo a continuidade da prospecção. Organizações indígenas e socioambientais, entre outras, deram apoio à decisão do Ibama; enquanto institutos de pesquisa, como o Departamento de Engenharia de Minas e de Petróleo da Escola Politécnica da Universidade de São Paulo, corroboraram com a pertinência técnica da negativa.
Entre as dimensões do risco ambiental da exploração na foz do rio, a ausência de infraestrutura de contenção de derramamentos, que produziriam uma maré negra no Oceano Atlântico, figura como uma das principais causas de preocupação no âmbito nacional e nas regiões vizinhas. Entres essas está a Guiana Francesa, cujo litoral poderia ser afetado, em caso de acidente, em menos de 48 horas, gerando graves impactos às gigantescas reservas marinhas e costeiras do departamento francês, algumas das quais são também territórios indígenas. A região costeira da Amazônia brasileira representa o maior deságue de águas continentais no mar do mundo, entrelaçando-se com correntes marinhas de enorme amplitude.
A decisão do Ibama foi objeto de críticas de parlamentares de oposição e da base do governo no Congresso Nacional. Em meio ao impasse sobre a proposta de exploração, no dia 24 de maio a Comissão Mista do Congresso que analisava a medida provisória da reorganização dos ministérios (MP 1154/23) aprovou, por 15 votos a 3, o relatório de autoria do deputado Isnaldo Bulhões Jr. (MDB) que transferia para outros ministérios algumas competências do Ministério do Meio Ambiente e Mudança do Clima e do Ministério dos Povos Indígenas, que haviam mostrado maior resistência à proposta, uma alteração descrita como esvaziamento e enfraquecimento dos dois ministérios por alguns comentaristas. Em protesto, 790 entidades (universidades, movimentos sociais, ONG e afins) assinaram um manifesto demandando a correção de aspectos da medida provisória que implicam um percebido enfraquecimento da política ambiental, caracterizando as mudanças como um "esquartejamento". Diante do risco de a medida provisória perder a validade e voltar a vigorar a estrutura do governo de Jair Bolsonaro, o governo cedeu e chancelou o relatório da comissão. As mudanças foram criticadas pela ministra Marina Silva, a qual, no entanto, as classificou como uma "decisão externa ao Executivo" e afirmou que em uma democracia as decisões do parlamento devem ser respeitadas. No mesmo sentido, a ministra dos Povos Indígenas, Sônia Guajajara, criticou as alterações e as atribuiu a uma "articulação forte dos parlamentares", mas afirmou que tinha confiança de que o Ministério da Justiça, ao qual retornou a competência do ato declaratório de demarcações indígenas, não paralisaria os processos em andamento.

## Proposta da Petrobras
O projeto de prospecção da reserva de petróleo na foz do Amazonas faz parte de um amplo planejamento da Petrobras de exploração energética na margem equatorial do Brasil, compreendendo a extensão entre o extremo norte do Amapá ao litoral do Rio Grande do Norte, e denominada de "nova fronteira exploratório". O projeto em sua totalidade prevê a abertura de 16 poços de exploração, possuindo um orçamento de aproximadamente três bilhões de dólares. A foz do Amazonas corresponde à seção do planejamento denominada Bloco FZA-M-59.
O município de Oiapoque, na fronteira do Amapá, serve de base logística para a Petrobras na região, onde a empresa já reservou hotéis inteiros até o final de 2023, como também conduz reformas em aeródromos em convênio com a prefeitura, considerados chave para a operação. A expectativa de aumento do tráfico aéreo, possivelmente até 3.000%, já foi objeto de preocupação pelo Ministério Público Federal, em razão do impacto previsto nos territórios indígenas dos povos Karipuna, Palikur-Arukwayene, Galibi Marworno e Galibi Kali’na.

## Parecer do Ibama
Desde o primeiro esboço do plano da Petrobras na região, o Instituto Brasileiro do Meio Ambiente e dos Recursos Naturais Renováveis tem exigido um estudo específico sobre a exploração, conhecido como avaliação ambiental da área sedimentar (AAAS), que buscaria averiguar o potêncial de extração fóssil e as áreas mais adequadas, como também a vulnerabilidade e interesse ambiental do espaço circundante. A realização dessa avaliação tem sido retardada, segundo pesquisadores, pela falta de coesão entre os vários governos que se sucederam desde então.

## Posição dos ministros do governo
A Ministra do Meio Ambiente tem mantido uma postura de corroboração da decisão do Ibama de negar a exploração, mostrando resistências às tentativas de apressar o processo de licenciamento, sublinhando constantemente a complexidade da situação e das condicionantes que devem ser apresentadas. Afirmou em audiência na Comissão de Meio Ambiente da Câmara, diante da pressão parlamentar pela exploração, que um novo licenciamento pode exigir até dois anos e meios para ser realizados, compreendendo o projeto em toda suas dimensões, e não apenas a fase da prospecção. Marina Silva se posicionou, num âmbito geral, contra a expansão da proporção do petróleo na matriz energética brasileira, indicando que os investimentos devem se orientar no sentido da superação da dependência dos combustíveis fósseis. Na mesma Comissão, insistiu que os leilões dos blocos de exploração na Margem Equatorial do país, onde a petrobras tem desenvolvido uma série de iniciativas, deveriam ser interrompidos até que houvesse uma avaliação consolidada da viabilidade sócio-ambiental.
Alexandre Silveira, Ministro de Minas e Energia, tem criticado publicamente a negativa do Ibama ao projeto de prospecção, insistindo na continuidade da exploração através da elaboração de novas solicitações. Caracterizou, em um momento, a decisão do órgão ambiental como "inadmissível". Uma portaria interministerial de 2012 tem sido utilizada pelo ministro como base para dispensar a necessidade da AAAS. Em uma audiência na Comissão de Infraestrutura do Senado, afirmou que a decisão do Ibama representa um descumprimento do contrato com a Petrobras e outras empresas do petróleo.

## Repercussão internacional
Na Europa, a percepção de novas ameaças à agenda ambiental no Brasil, mobilizada continuamente pela política externa do governo Lula, já foi objeto de comentários por políticos e ativistas ambientais. A eurodeputada alemã Anna Cavazzini, vice-presidente da delegação para relações com o Brasil do Parlamento Europeu, afirmou que a erosão do direito ambiental e indígena pode afetar a confiança dedicada ao governo Lula, deteriorando ainda mais a viabilidade do acordo comercial entre o Mercosul e a União Europeia.